# Bundesstraße 255
Die Bundesstraße 255 (Abkürzung: B 255) führt vom hessischen Marburg im Landkreis Marburg-Biedenkopf über Herborn im Lahn-Dill-Kreis nach Montabaur im Westerwaldkreis in Rheinland-Pfalz und hat eine Länge von zirka 97 km.

## Geschichte
In den Jahren 1817 bis 1825 wurde im Großherzogtum Hessen-Darmstadt die erste „Kunststraße“ von Biedenkopf bis zur Zollbuche gebaut. Einen Teil dieser Straße stellt das heutige Wegstück der B 255 von Gladenbach bis zur Zollbuche dar.
Auf Höhe der Zollbuche quert die B 255 den Höhenrücken zwischen dem oberen Salzbödetal und dem oberen Aartal. Hier mündet auch die von Süden aus dem Raum Gießen kommende Landesstraße L 3047 ein. Sie folgt einer von Gießen bis zur Angelburg auf Wasserscheiden verlaufenden Trasse, dem historischen Westfalenweg, einer Altstraße, die ab der Kreuzung (Zollbuche) heute durch einen Forstweg fortgesetzt wird.
Auf dem Streckenabschnitt im Aartal zwischen Niederweidbach und Herborn verlief im Mittelalter der südlichen Strang des ehemals bedeutenden Fernhandelsweges Leipzig-Köln, dessen nördliche Trasse als Brabanter Straße bekannt ist.

### Frühere Strecken und Bezeichnungen
Seit Fertigstellung der Ortsumfahrung Niederweimar beginnt die B 255 an der Abfahrt Niederweimar der ausgebauten B 3. Die Teilstrecke von der Anschlussstelle Marburg-Süd über Marburg-Gisselberg bis Niederweimar gehörte vor deren Ausbau zur autobahnähnlichen B 3a zur B 3, an der die B 255 bis dahin in Niederweimar begann.

### Ausbauzustand
Aufgrund der starken Verkehrsbelastung im Raum Herborn und einer ungünstigen Verkehrsführung am Ortseingang des Stadtteils Burg wurde außerdem im April 2009 eine Ortsumgehung für die Stadtteile Seelbach und Burg eröffnet. Zwischen Herborn-Burg und Herborn teilen sich die B 255 und die B 277 den Weg. An der Gefällstrecke nach Herborn von Westen kommend wurden infolge des Großbrands von Herborn diverse Schikanen mit einer Notfallspur zur Umleitung des Lkw-Verkehrs angelegt. 
Die Kreuzung mit der B 8 am Hahner Stock und der Abzweig nach Hahn am See wurden bis 2013 teilplanfrei umgestaltet, auf etwa 800 m Länge teilen sich die B 255 und die B 8 nun die Fahrbahn. Ebenso ist das größtenteils vierspurige Teilstück zwischen Boden und dem Nordteil der Anschlussstelle Montabaur an der A 3 mindestens teilplanfrei bzw. autobahnähnlich ausgebaut. Die Umfahrung um die Orte Ettinghausen, Oberahr und Niederahr, und somit der Lückenschluss zwischen Hahn am See und Boden, wurde Ende 2016 fertiggestellt und eröffnet.

### Zweiter Weltkrieg
Am 24. März 1945 brachen die Amerikaner aus ihrem rechtsrheinischen Brückenkopf bei Remagen aus und stießen in Richtung Osten und Nordosten vor. Die 3. Panzer-Division und die nachrückende 104. Infanteriedivision der 1. US-Armee folgten dabei der heutigen Straßentrasse über den Westerwald und überschritten am 27. März die Dill bei Herborn, Burg und Asslar. Am 28. März 1945 am Nachmittag erreichte die Spitze der 3. Panzer-Division der 1. US-Armee das Stadtgebiet von Marburg.

## Tourismus

### Ferienstraßen
Zwischen Bischoffen-Niederweidbach und Herborn verläuft die Solmser Straße.

### Interessante Streckenabschnitte
Auf einem Teilstück zwischen Gladenbach und Bischoffen um die Kreuzung Zollbuche weist die B 255 zahlreiche Kurven auf, was die Zollbuche zu einem beliebten Treffpunkt für Motorradfahrer macht. Sie markierte bis 1628 die Grenze zwischen Hessen-Darmstadt und der Grafschaft Solms. Seit 1974 verläuft dort die Grenze zwischen dem Landkreis Marburg-Biedenkopf und dem Lahn-Dill-Kreis.
Nur wenige Kilometer von der Zollbuche entfernt befindet sich der Aartalsee.